# Orthoraphis paula
Orthoraphis paula là một loài bướm đêm trong họ Crambidae.